# Nowiec (województwo pomorskie)
Nowiec – wieś w Polsce, położona w województwie pomorskim, w powiecie sztumskim, w gminie Dzierzgoń. Wieś jest siedzibą sołectwa Nowiec, w którego skład wchodzą również Nowa Karczma i Nowiny.
| SIMC    | Nazwa        | Rodzaj    |
| ------- | ------------ | --------- |
| 0149127 | Nowa Karczma | część wsi |

W latach 1975–1998 miejscowość administracyjnie należała do województwa elbląskiego.